# Bilingue Vasen
Als bilingue Vasen (Bilinguen) werden in der Klassischen Archäologie in Athen gefertigte Vasen bezeichnet, die Malerei sowohl in schwarzfiguriger wie auch in rotfiguriger Technik zeigen. Der Begriff Bilingue ist aus der Philologie entlehnt, wo er Zweisprachigkeit bedeutet. Diese Werke entstanden in der Übergangszeit von der schwarz- zur rotfigurigen Vasenmalerei im letzten Viertel des 6. Jahrhunderts v. Chr.
Nahezu ausschließlich Bauchamphoren des sogenannten Typus A und Augenschalen wurden als Bilinguen dekoriert. In einigen Fällen zeigen beide Seiten der Amphoren in unterschiedlichen Stilen dasselbe Thema (so bei einer Bauchamphora des Andokides-Malers in München). Die Augenschalen weisen meist ein schwarzfiguriges Innenbild und rotfigurige Außenseiten auf. Eine Ausnahme ist eine Schale des Andokides-Malers in Palermo. Hier ist die Außenseite jeweils zur Hälfte in beiden Techniken verziert. Neben dem Andokides-Maler sind vor allem Psiax (vor allem bei Bauchamphoren) sowie Epiktet und Oltos (Augenschalen) von Bedeutung. Meist werden die Zeichnungen in beiden Stilen vom selben Künstler ausgeführt. Umstritten ist dies jedoch vor allem im Falle des rotfigurigen Andokides-Malers, der von einigen Forschern mit dem schwarzfigurigen Lysippides-Maler identifiziert wird, andere sehen darin zwei verschiedene Künstler.